# Jordi López
Jordi López Felpeto (Granollers, 28 febbraio 1981) è un ex calciatore spagnolo, di ruolo centrocampista.

## Palmarès

### Club

#### Competizioni internazionali
- Coppa UEFA: 1

Siviglia: 2005-2006